# Ганс Майєр

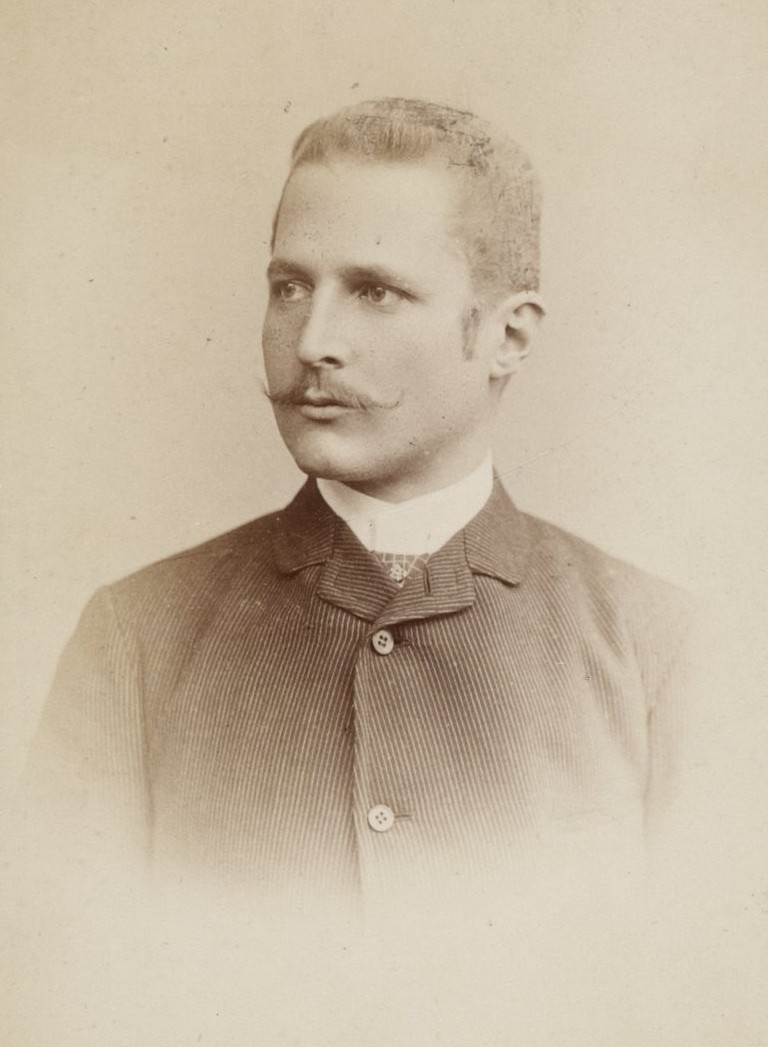
Ганс Майєр

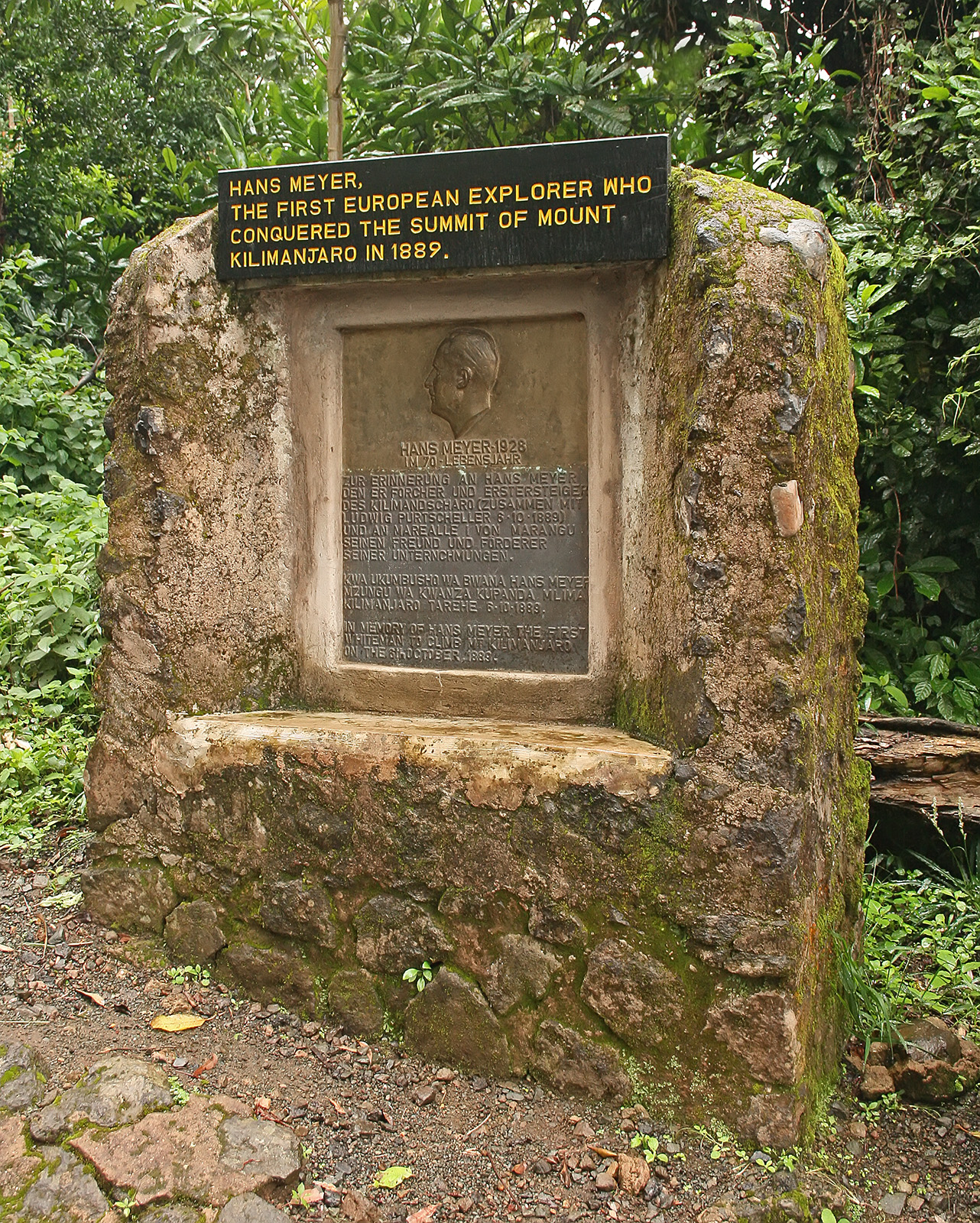
Меморіал на честь сходження Майєра на Кіліманджаро в Національному парку Кіліманджаро, Танзанія

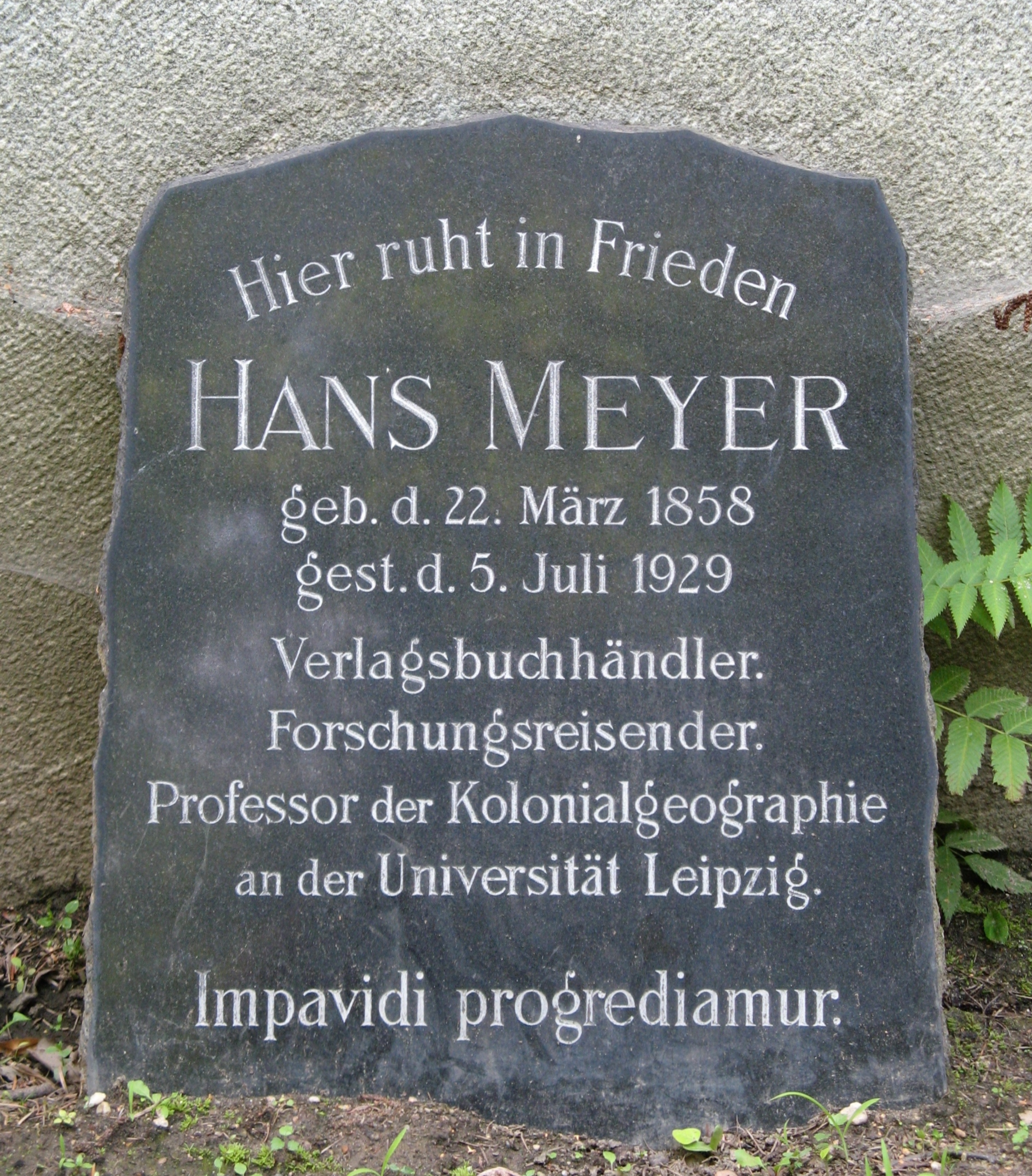
Надгробок Ганса Майєра в Лейпцигу

Ганс Генріх Йозеф Майєр (22 березня 1858 року — 5 липня 1929 року) — німецький географ із Гільдбурггаузена, син видавця Германа Юліуса Майєра (1826—1909). Ганса Майєра вважають першим європейцем, який піднявся на вершину Кіліманджаро (на висоту 5895 м) у сучасному районі Моші регіону Кіліманджаро в Танзанії. Кіліманджаро має три вершини: Шира, 3962 м; Мавензі, 5149 м; і Кібо, яка була досягнута Майєром у 1889 році.

## Біографія
Майєр вивчав науки та історію в Лейпцигу, Берліні та Страсбурзі, а потім подорожував Індією, Північною Америкою та Південною Африкою. Згодом він відвідав Східну Африку та Південну Америку. У 1884 році розпочав роботу у видавництві свого батька, Бібліографічному інституті в Лейпцигу, а наступного року став одним із директорів фірми, але через певні проміжки часу продовжував свої дослідницькі експедиції.
У 1887 році під час своєї першої спроби піднятися на Кіліманджаро Майєр досяг підніжжя Кібо, але був змушений повернути назад. У нього не було обладнання, необхідного для роботи з глибоким снігом і льодом на Кібо. У 1888 році разом з австрійським картографом Оскаром Бауманом він досліджував регіон Усамбара, маючи намір продовжити шлях до гори Кіліманджаро. Однак двоє дослідників не змогли продовжити шлях через події, пов’язані з революцією Абушірі. За лічені дні Бауман і Майєр були схоплені й ув'язнені. Лише після того, як лідеру повстанців Абушірі ібн Саліму аль-Харті було сплачено великий викуп, подорожуючих звільнили.

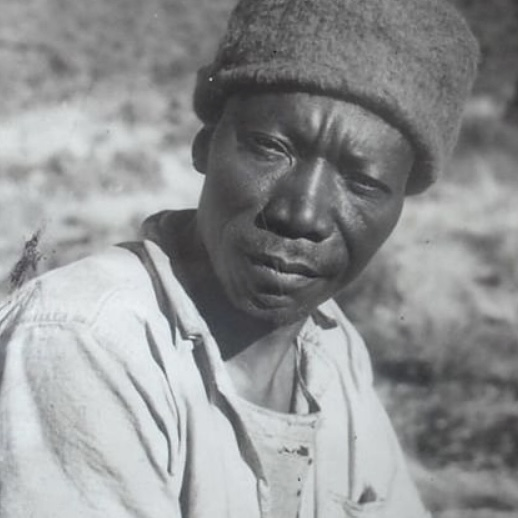
Йохане Кіняха Лауво, належав до народностей Чагга, піднявся на вершину з Гансом Майєром у 1889 році

У 1889 році Майєр повернувся на Кіліманджаро вже втретє, цього разу з відомим австрійським альпіністом Людвігом Пуртшеллером і Йохане Лауво, а також з провідником з народностей Чагга. До їхньої альпіністської команди входили двоє місцевих старост, дев’ять носіїв, кухар та гід. 3 жовтня Майєр і Пуртшеллер підійшли до краю кратера, а потім відступили до підніжжя Кібо. Вони досягли вершини на південному краю кратера на 40-й день народження Пуртшеллера, 6 жовтня 1889 року. Майєр назвав цю вершину, тепер відому як мис Ухуру, Кайзер Вільгельм Шпітце. Після спуску до сідловини між Кібо та Мавензі вони спробували піднятися на Мавензі, але досягли лише допоміжної вершини (пік Клуте), перш ніж відступити через хворобу. На честь Майєра найвища вершина Мавензі все ж названа Пік Ганса Майєра. Вершину Кібо підкорили знову лише через 20 років, а перше сходження на пік Ганса Майєра відбулося лише в 1912 році.
У 1899 році Ганс Майєр став професором Лейпцизького університету, де в 1915 році був призначений директором Інституту колоніальної географії. На додаток до своїх африканських подвигів, Майєр здійснив численні подорожі на Канарські острови (1894)  та Еквадор (1904).

## Твори
- Eine Weltreise (Навколосвітня подорож), 1885
- Zum Schneedom des Kilima-Ndscharo, 1888
- Ostafrikanische Gletscherfahrten, 1890 (пізніше перекладено англійською Е. Г. С. Колдером як «Через східноафриканські льодовики»)
- Die Insel Tenerife (Острів Тенеріфе ), 1896
- Der Kilima-Ndscharo (Кіліманджаро), 1900 рік
- Die Eisenbahnen im tropischen Afrika (Залізниці в Тропічній Африці), 1902
- In den Hoch-Anden von Ecuador: Chimborazo, Cotopaxi, etc. (У високих Андах Еквадору; Чимборасо, Котопахі та ін.), два томи 1907 р.
- Niederländisch-Ostindien. Eine länderkundliche Skizze (Нідерландська Індія; Нарис країни), 1922